# Pavel Dreksa
Pavel Dreksa (* 17. September 1989 in Prostějov) ist ein tschechischer Fußballspieler.

## Vereinskarriere
Dreksa begann mit dem Fußballspielen beim SK Prostějov. Später wechselte der Abwehrspieler zum SK Sigma Olomouc. Den Sprung in den Profikader schaffte Dreksa vor der Saison 2009/10. Im Jahr 2011 wurde er zunächst für ein halbes Jahr an FK Ústí nad Labem, danach an Baník Ostrava ausgeliehen. Anschließend gehörte er zum Stamm der Mannschaft. Nach dem Abstieg 2014 ging er mit Sigma in die zweite tschechische Liga, verließ den Klub aber in der Winterpause zum 1. SC Znojmo. Im Sommer 2015 verpflichtete ihn Ligakonkurrent MFK Karviná. Mit seiner neuen Mannschaft schaffte er am Ende der Saison 2015/16 die Rückkehr ins Oberhaus. Anfang 2017 wurde er für ein Jahr an Neftçi Baku nach Aserbaidschan ausgeliehen.

## Nationalmannschaft
Dreksa kam bisher in der tschechischen U-18- und U-19-Auswahl zum Einsatz. Der Abwehrspieler steht im tschechischen Aufgebot Tschechiens für die Junioren-Fußballweltmeisterschaft 2009 in Ägypten.